# Günter Spengler
Günter Spengler (geboren am 9. September 1912 in Karlsruhe; gestorben 4. November 1973 in München) war ein deutscher Chemiker und Hochschullehrer.

## Wirken
Nach dem Schulbesuch studierte er Chemie an der Technischen Hochschule München und promovierte dort 1937. 1939 wurde er Dozent an der Deutschen Technischen Hochschule in Prag.
Er war seit 1. Mai 1937 Mitglied der NSDAP (Mitglieds-Nr. 5.229.114). Daneben gehörte er von 1933 bis 1934 der SA an und war Mitglied des NS-Bundes Deutscher Technik, des NS-Dozentenbundes und der Nationalsozialistischen Volkswohlfahrt.
Nach Ende des Zweiten Weltkrieges wurde er zum Verlassen der wiedergegründeten Tschechoslowakei gezwungen. Er ging nach Bayern, wo er Professor an der Technischen Universität in München wurde. Er wirkte dort als Ordinarius für Mineralölchemie und Direktor des gleichnamigen Instituts an der TU München.
Der Spiegel berichtete in seinem Heft 26/1962 über einen Forschungsauftrag, den Spengler vom Bundesfinanzministerium erhalten hatte, um das leichte Heizöl, das zum Befeuern von Heizungsöfen genutzt wird, für die Verwendung in Dieselmotoren unbrauchbar zu machen. Leichtes Heizöl und Dieselöl sind chemisch fast identisch, waren damals aber mit unterschiedlichen Steuern belastet.